# Batracomorphus artemis
Batracomorphus artemis är en insektsart som beskrevs av Knight 1983. Batracomorphus artemis ingår i släktet Batracomorphus och familjen dvärgstritar. Inga underarter finns listade i Catalogue of Life.